# Flughafen Masamba

i7
i11
i13
Der Flughafen Masamba (indonesisch Bandar Udara Andi Jemma, IATA-Code: MXB, ICAO-Code: WAFM) ist ein Regionalflughafen nahe der Stadt Masamba, der Hauptstadt des Regierungsbezirks Nordluwu in der indonesischen Provinz Süd-Sulawesi.
Der Platz befindet sich etwa 500 Meter südlich des Stadtzentrums von Masamba auf einer Höhe von 37 Metern über dem Meeresspiegel. Der Flughafen wurde nach dem 1901 in Palopo geborenen und 1965 in Makassar gestorbenen indonesischen Nationalhelden Andi Djemma benannt. 
Der Flugplatz kann von Regionalverkehrsflugzeugen bis zu einer Größe der CASA C-212 angeflogen werden und ist mit dem ICAO-Annex 14 Flughafenreferenzcode 2B klassifiziert.
Der Flugplatz verfügt über eine 900 Meter lange und 23 Meter breite asphaltierte Start- und Landebahn in Nord-Süd-Richtung sowie über ein asphaltiertes Vorfeld (60 m × 40 m). Die Abfertigung erfolgt über ein 200 Quadratmeter großes Terminal. 
Als Navigationshilfe dient ein am Platz befindliches ungerichtetes Funkfeuer (NDB) mit der Kennung MA auf der Frequenz 244 kHz. Als Anflughilfe verfügt die Landerichtung 02 über eine Präzisions-Anflug Gleitwinkelbefeuerung. In einem Radius von zehn Seemeilen um den Platz und bis zu einer Höhe von 10.000 Fuß befindet sich ein Luftraum der Klasse F.

## Flugbetrieb
Der Flughafen ist durch die Fluggesellschaft Susi Air Sulawesi an die Flugplätze in Bua, Makassar, Rampi und Seko sowie durch die Fluggesellschaft Aviastar Mandiri an den Flughafen Makassar angebunden.

## Flugunfälle
Am 2. Oktober 2015 zerschellte der Aviastar-Mandiri-Flug 7503 von Masamba nach Makassar am Berg Mount Latimojong. 10 Personen kamen bei dem Unfall ums Leben.